# الأميرة دي بروي
الأميرة دي بروي هي لوحة زيتية للرسام الفرنسي جان أوغست دومينيك آنغر رسمها في عام 1851 - 1853 وهي الأن معروضة ضمن مقتنيات متحف المتروبوليتان للفنون.